# Værsgo
 Der er for få eller ingen kildehenvisninger i denne artikel, hvilket er et problem. Du kan hjælpe ved at angive troværdige kilder til de påstande, som fremføres i artiklen.

Værsgo er debutalbummet fra den danske sanger og musiker Kim Larsen. Det blev udgivet i juli 1973 og albummet er med i Kulturkanonen.
Selvom alle medlemmer af Gasolin medvirker på pladen, så er Værsgo Kim Larsens første soloalbum. Albummet indeholder et par gamle numre, men det allermeste er originalmateriale fra Larsens hånd. 
Albummet udkom oprindeligt som LP i 1973 og blev genudgivet på CD i 1995. I 2005 blev der lavet en genindspilning af albummet (Værsgo 2), hvor forskellige danske kunstnere fortolkede de enkelte numre.

## Information om sangene
"Nanna" er skrevet af Grete Quist Holm med musik af Kim Larsen. Gasolin har ligeledes lavet en rockversion af dette nummer på albummet Gasolin' 2 fra 1972. Det vides ikke, hvem der oprindeligt har skrevet "Hubertus". Sangen er én af flere folkesange (hvor tekst og/eller musik er mundtligt overleveret, eller ophavsmanden er ukendt), der er at finde på Værsgo. Ifølge Paul-Jørgen Budtz' bog Gasolin fra 1976, er teksten skrevet som en revyvise af digteren Sigfred Pedersen, der tidligere blandt andet havde skrevet danske viseklassikere, som f.eks. "Nyhavnsnætter". "Joanna" er skrevet af Kim Larsen, men sunget af den dengang 13-årige Søren Bernbom. I 2005 indspillede popgruppen Johnny Deluxe en coverversion af "Joanna", der blev udgivet på deres album LUXUS. "Det er i dag et vejr" er skrevet af Ludvig Holstein i 1895. Melodien er af Poul Schierbeck og er fra 1939. Kim Larsen fløjter et enkelt vers, der derfor ikke synges. "Byens hotel" er skrevet af Kim Larsen, Mogens Mogensen, Thomas Grue og Ib Oskar Hansen. Melodien er en engelsk folkesang "The House Carpenter", der blandt andet er indspillet af den amerikanske folkesangerinde Joan Baez.
"Hvis din far gi'r dig lov" er skrevet af Mogens Mogensen med musik af Kim Larsen. Den fik et musikalsk comeback da den danske duo Juncker genindspillede den på Værsgo 2 i 2005. "Den rige og den fattige pige" er endnu en gammel dansk folkesang. Musikken dertil er skrevet af sangeren og guitaristen Stig Møller. "De fjorten astronauter" er skrevet af Kim Larsen og Ole Alstrup Frederiksen, kendt som Ole Frø. Vokalen er sunget af Søren Bernbom. I "Jacob den Glade" stammer musikken fra en gammel amerikansk musiker, der brugte musikken til teksten "The Bells of Rhymney". The Byrds indspillede en version af denne folkesang i 1960'erne, der også kom på deres Greatest Hits i 1967. Den danske tekst er skrevet af Kim Larsen. Efter sigende skulle melodien være af den amerikanske folkesanger Pete Seeger. "Christianshavn Kanal" er skrevet af Flemming Quist Møller med musik af Kim Larsen. Sangen var ifølge Paul-Jørgen Budtz bog Gasolin fra 1976, oprindeligt skrevet til sangeren Povl Dissing.

## Trackliste
| 1.  | "Nanna"                        | Grete Quist Holm                                      | Kim Larsen      | 1:48 |
| 2.  | "Hubertus"                     | Sigfred Pedersen                                      | Traditionel     | 3:04 |
| 3.  | "Joanna"                       | Larsen                                                | Larsen          | 2:49 |
| 4.  | "Det er i dag et vejr"         | Ludvig Holstein                                       | Poul Schierbeck | 2:06 |
| 5.  | "Byens hotel"                  | Larsen, Mogens Mogensen, Thomas Grue, Ib Oskar Hansen | Traditionel     | 2:49 |
| 6.  | "Det rager mig en bønne"       | Larsen                                                | Larsen          | 0:55 |
| 7.  | "Blaffersangen"                | Larsen                                                | Larsen          | 3:08 |
| 8.  | "Sylvesters drøm"              | Larsen                                                | Larsen          | 5:15 |
| 9.  | "Hvis din far gi'r dig lov"    | Mogensen                                              | Larsen          | 3:18 |
| 10. | "Guleroden"                    | Larsen                                                | Larsen          | 4:05 |
| 11. | "Maria"                        | Ole Christensen, Larsen                               | Larsen          | 1:47 |
| 12. | "Er du jol mon!"               | Larsen                                                | Larsen          | 2:05 |
| 13. | "Den rige og den fattige pige" | Traditionel                                           | Larsen          | 2:55 |
| 14. | "De fjorten astronauter"       | Ole Alstrup Frederiksen, Larsen                       | Larsen          | 2:16 |
| 15. | "På en gren i vort kvarter"    | Mogensen                                              | Larsen          | 2:37 |
| 16. | "Jacob den Glade"              | Larsen                                                | Traditionel     | 3:32 |
| 17. | "Christianshavns Kanal"        | Flemming Quist Møller                                 | Larsen          | 2:08 |

## Medvirkende kunstnere
- Poul Bruun – producer
- Phillip Foss – lydtekniker
- Kim Larsen – sang, guitar, piano
- Søren Bernbom – sang på "Joanna" og "De fjorten astronauter"
- Thomas Grue – guitar
- Franz Beckerlee – moog synthesizer på "Sylvesters drøm"
- Wili Jønsson – piano på "Hvis din far gi'r dig lov" og orgel på "Jacob den Glade"
- Søren Berlev, Thomas Grue, Kim Larsen, Søren Bernbom og Poul Bruun: Diverse slagtøj (percussion) og andre lyde.